# Romery (Aisne)
Pour les articles homonymes, voir Romery.
Romery est une commune française située dans le département de l'Aisne, en région Hauts-de-France.

## Géographie

### Localisation
Petit village de Thiérache dans la vallée de l'Oise à 50 km de Laon, 20 km de Vervins, 10 km de Guise.

### Hydrographie
La commune est située dans le bassin Seine-Normandie. Elle est drainée par le cours d'eau 01 de la commune de Wiège-Faty, le fossé 02 de la commune de Malzy et le fossé des Mourdris,,.
L'Oise prend sa source en Belgique, à 309 mètres d'altitude, dans l'ancienne commune de Forges et se jette dans la Seine à 20 mètres d'altitude, au Pointil en rive droite et en aval du centre de Conflans-Sainte-Honorine dans le département des Yvelines. D'une longueur 341 kilomètres, elle est presque entièrement navigable et bordée de canaux sur 104 kilomètres. Les caractéristiques hydrologiques de l'Oise sont données par la station hydrologique située sur la commune de Flavigny-le-Grand-et-Beaurain. Le débit moyen mensuel est de 11,2 m3/s. Le débit moyen journalier maximum est de 201 m3/s, atteint lors de la crue du 16 juillet 2021. Le débit instantané maximal est quant à lui de 218 m3/s, atteint le 15 juillet 2021.

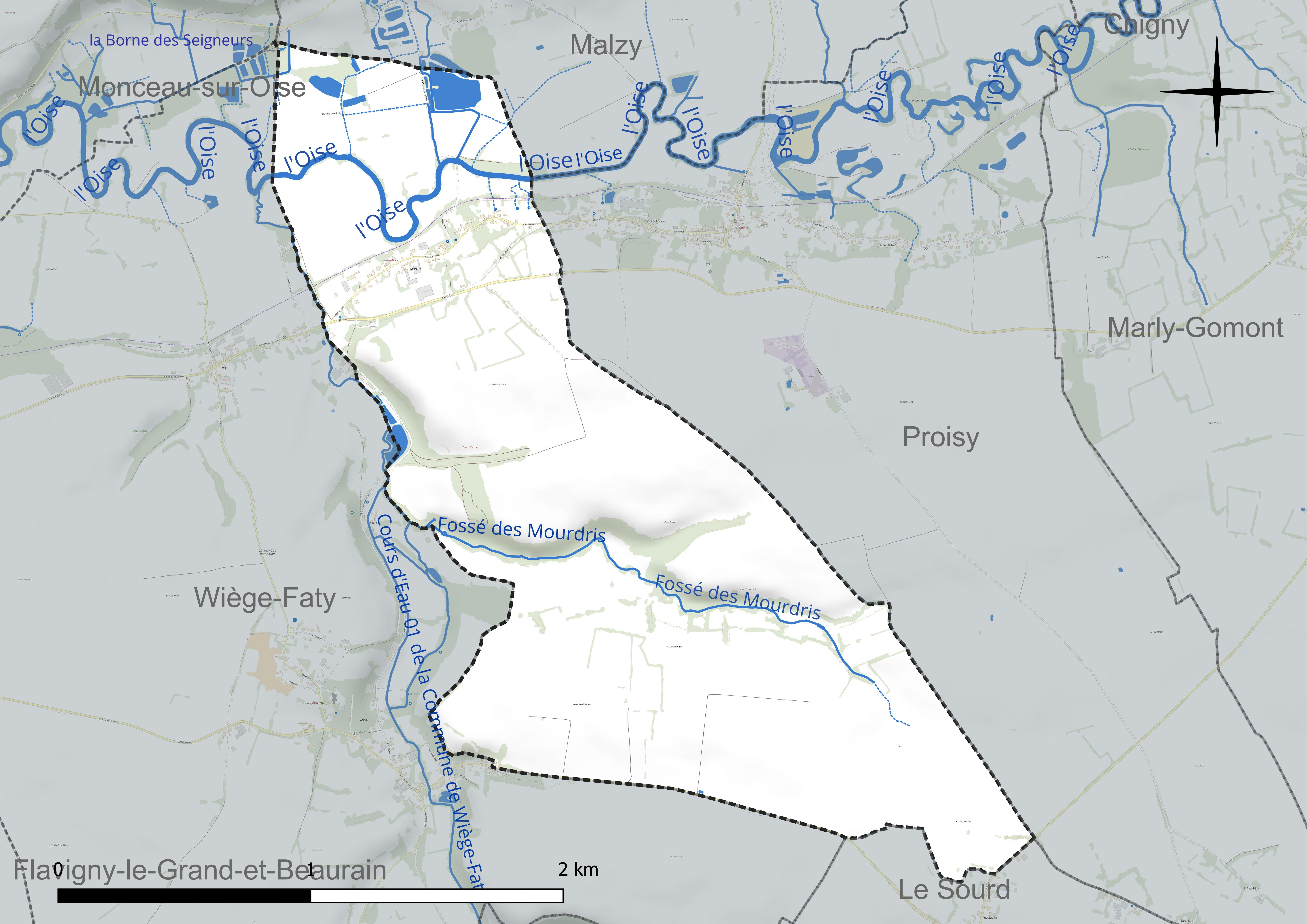
Réseau hydrographique de Romery.

Un plan d'eau complète le réseau hydrographique : la Borne des Seigneurs (0,7 ha),.

### Climat
Pour des articles plus généraux, voir Climat des Hauts-de-France et Climat de l'Aisne.
En 2010, le climat de la commune est de type climat des marges montargnardes, selon une étude du CNRS s'appuyant sur une série de données couvrant la période 1971-2000. En 2020, Météo-France publie une typologie des climats de la France métropolitaine dans laquelle la commune est exposée à un climat océanique altéré et est dans la région climatique Nord-est du bassin Parisien, caractérisée par un ensoleillement médiocre, une pluviométrie moyenne régulièrement répartie au cours de l'année et un hiver froid (3 °C).
Pour la période 1971-2000, la température annuelle moyenne est de 9,9 °C, avec une amplitude thermique annuelle de 14,9 °C. Le cumul annuel moyen de précipitations est de 834 mm, avec 13 jours de précipitations en janvier et 9,2 jours en juillet. Pour la période 1991-2020, la température moyenne annuelle observée sur la station météorologique la plus proche, située sur la commune de Fontaine-lès-Vervins à 14 km à vol d'oiseau, est de 10,5 °C et le cumul annuel moyen de précipitations est de 826,3 mm,. Pour l'avenir, les paramètres climatiques de la commune estimés pour 2050 selon différents scénarios d'émission de gaz à effet de serre sont consultables sur un site dédié publié par Météo-France en novembre 2022.

## Urbanisme

### Typologie
Au 1er janvier 2024, Romery est catégorisée commune rurale à habitat dispersé, selon la nouvelle grille communale de densité à 7 niveaux définie par l'Insee en 2022.
Elle est située hors unité urbaine. Par ailleurs la commune fait partie de l'aire d'attraction de Guise, dont elle est une commune de la couronne,. Cette aire, qui regroupe 21 communes, est catégorisée dans les aires de moins de 50 000 habitants,.

### Occupation des sols
L'occupation des sols de la commune, telle qu'elle ressort de la base de données européenne d'occupation biophysique des sols Corine Land Cover (CLC), est marquée par l'importance des territoires agricoles (94,4 % en 2018), une proportion identique à celle de 1990 (94,4 %). La répartition détaillée en 2018 est la suivante : 
terres arables (59,2 %), prairies (18,8 %), zones agricoles hétérogènes (16,4 %), zones urbanisées (5,6 %).
L'évolution de l'occupation des sols de la commune et de ses infrastructures peut être observée sur les différentes représentations cartographiques du territoire : la carte de Cassini (XVIIIe siècle), la carte d'état-major (1820-1866) et les cartes ou photos aériennes de l'IGN pour la période actuelle (1950 à aujourd'hui).

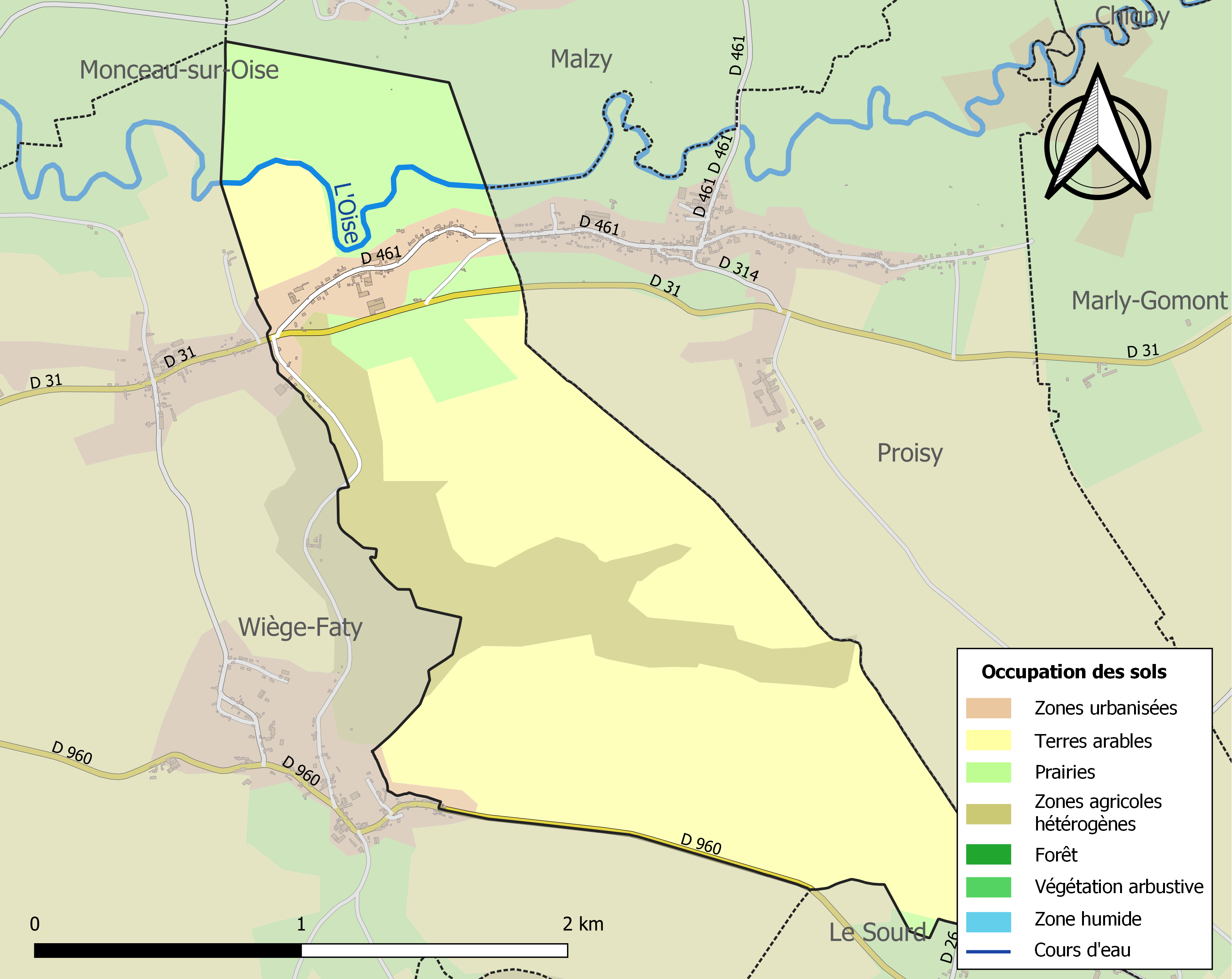
Carte de l'occupation des sols de la commune en 2018 (CLC).

## Toponymie
Le village de Romery apparaît pour la première fois au XIIIe siècle sous l'appellation de Romeris, puis Roumeris en 1295 dans un cartulaire de l'abbaye de Fervaques. L'orthographe variera ensuite  en fonction des différents transcripteurs : Rommeris, Roumeries, Rommery, Roumery en 1586  et enfin l'orthographe actuelle Romery sur la carte de Cassini au XVIIIe siècle.

## Histoire
|  |  |  |

Carte de Cassini
La carte de Cassini ci-contre montre qu'au milieu du XVIIIe siècle, Romery n'est pas une paroisse et ne possède donc pas d'église. Aujourd'hui encore, c'est l'église de Faty qui dessert le village. Le village est situé sur  le rive gauche de l'Oise.

Les routes en pointillés sont des routes en projet, donc à cette époque, seuls des chemins de terre relient Romery aux villages alentour.

Camp d'Arsimon : site fortifié sur un éperon dominant la rivière. Datation de la Protohistoire, époque de l'âge de bronze et du fer, où les individus se regroupent.

Les papeteries

Les nombreux cours d'eau serpentant en Thiérache ont permis l'installation de nombreux moulins à eau : beaucoup ont permis de moudre le grain pour obtenir la farine et d'autres, notamment à Romery , Rougeries, Saint-Gobert, Voulpaix, Wiège-Faty, Franqueville, Vervins, Thenailles, Harcigny sont devenus des papeteries.

La roue à aubes du moulin entraînait un axe sur lequel étaient fixés des plots avec des maillets qui frappaient la matière première composée pour un quart de déchets de chanvre et de chiffons et le reste de papier recyclé. La pâte obtenue était ensuite travaillée en fonction d'un cahier des charges très strict pour obtenir différents types de papiers qui servaient notamment d'emballage des produits alimentaires dans les épiceries.

Jean Baptiste Déruelle construisit à Romery en 1814 une petite papeterie de seulement dix maillets visible sur le plan cadastral de 1826. Il fabriquait du papier gris picard destiné aux épiceries des environs. Le dernier propriétaire, Réné Fournier, décida de la démolir en 1846.

M. Bailly a écrit en 1888 une monographie communale consultable sur le site des Archives départementales de l'Aisne.

L'ancienne ligne de chemin de fer de Guise à Hirson

Romery a possédé une gare commune avec Wiège-Faty située sur la ligne de chemin de fer de Guise à Hirson qui a fonctionné de 1910 à 1978, ainsi que sur la ligne de Romery à Liart de 1912 à 1951. Quatre trains s'arrêtaient chaque jour dans cette gare dans chaque sens.

Première Guerre mondiale

Le 28 août 1914, soit moins d'un mois après la déclaration de la guerre, Romery est occupée par les troupes allemandes après la défaite de l'armée française lors de la bataille de Guise. Pendant toute la guerre, le village restera loin du front qui se stabilisera à environ 150 km à l'ouest aux alentours de Péronne. Les habitants vivront sous le joug des Allemands : réquisitions de logements, de matériel, de nourriture, travaux forcés. Ce n'est que le 5 novembre 1918 à 15 h 05, que les poilus du 70e bataillon de chasseurs à pied pénétraient dans le village après en avoir chassé l'ennemi.

Sur le monument aux morts sont inscrits les noms des quinze soldats de Romery morts pour la France.

## Politique et administration

### Découpage territorial
La commune de Romery est membre de la communauté de communes Thiérache Sambre et Oise, un établissement public de coopération intercommunale (EPCI) à fiscalité propre créé le 1er janvier 2017 dont le siège est à Guise. Ce dernier est par ailleurs membre d'autres groupements intercommunaux.
Sur le plan administratif, elle est rattachée à l'arrondissement de Vervins, au département de l'Aisne et à la région Hauts-de-France. Sur le plan électoral, elle dépend du  canton de Guise pour l'élection des conseillers départementaux, depuis le redécoupage cantonal de 2014 entré en vigueur en 2015, et de la troisième circonscription de l'Aisne  pour les élections législatives, depuis le dernier découpage électoral de 2010.

### Administration municipale
Le nombre d'habitants de la commune étant inférieur à 100, le nombre de membres du conseil municipal est de 7.

#### Liste des maires
| Période                                  | Période                   | Identité         | Étiquette | Qualité                                                   |
| ---------------------------------------- | ------------------------- | ---------------- | --------- | --------------------------------------------------------- |
| Les données manquantes sont à compléter. |                           |                  |           |                                                           |
| 1940                                     | 1977                      | Léandre Locheron |           |                                                           |
| 1977                                     | 1989                      | Michel Chabert   |           |                                                           |
| 1989                                     | En cours (au 23 mai 2020) | Marcel Decorte   | DVD       | Retraité de l'agriculture Réélu pour le mandat 2020-2026, |

## Démographie
L'évolution du nombre d'habitants est connue à travers les recensements de la population effectués dans la commune depuis 1793. Pour les communes de moins de 10 000 habitants, une enquête de recensement portant sur toute la population est réalisée tous les cinq ans, les populations de référence des années intermédiaires étant quant à elles estimées par interpolation ou extrapolation. Pour la commune, le premier recensement exhaustif entrant dans le cadre du nouveau dispositif a été réalisé en 2007.

En 2022, la commune comptait 83 habitants, en évolution de −2,35 % par rapport à 2016 (Aisne : −1,97 %, France hors Mayotte : +2,11 %).
| 1793 | 1800 | 1806 | 1821 | 1831 | 1836 | 1841 | 1846 | 1851 |
| ---- | ---- | ---- | ---- | ---- | ---- | ---- | ---- | ---- |
| 179  | 198  | 214  | 264  | 228  | 242  | 230  | 225  | 242  |

| 1856 | 1861 | 1866 | 1872 | 1876 | 1881 | 1886 | 1891 | 1896 |
| ---- | ---- | ---- | ---- | ---- | ---- | ---- | ---- | ---- |
| 236  | 247  | 232  | 212  | 198  | 203  | 199  | 183  | 181  |

| 1901 | 1906 | 1911 | 1921 | 1926 | 1931 | 1936 | 1946 | 1954 |
| ---- | ---- | ---- | ---- | ---- | ---- | ---- | ---- | ---- |
| 155  | 161  | 154  | 127  | 137  | 135  | 162  | 132  | 132  |

| 1962 | 1968 | 1975 | 1982 | 1990 | 1999 | 2006 | 2007 | 2012 |
| ---- | ---- | ---- | ---- | ---- | ---- | ---- | ---- | ---- |
| 91   | 108  | 65   | 56   | 58   | 63   | 77   | 79   | 88   |

| 2017 | 2022 | - | - | - | - | - | - | - |
| ---- | ---- | - | - | - | - | - | - | - |
| 82   | 83   | - | - | - | - | - | - | - |

## Lieux et monuments
- Vallée de l'Oise.
- Axe vert de la Thiérache, voie de randonnée sur l'ancienne voie ferre Guise – Hirson ; l'ancienne gare Wiège-Faty - Romery est située dans la commune de Wiège-Faty.
- Lavoir restauré.
- Pigeonnier.
- Camp celte (oppidum).

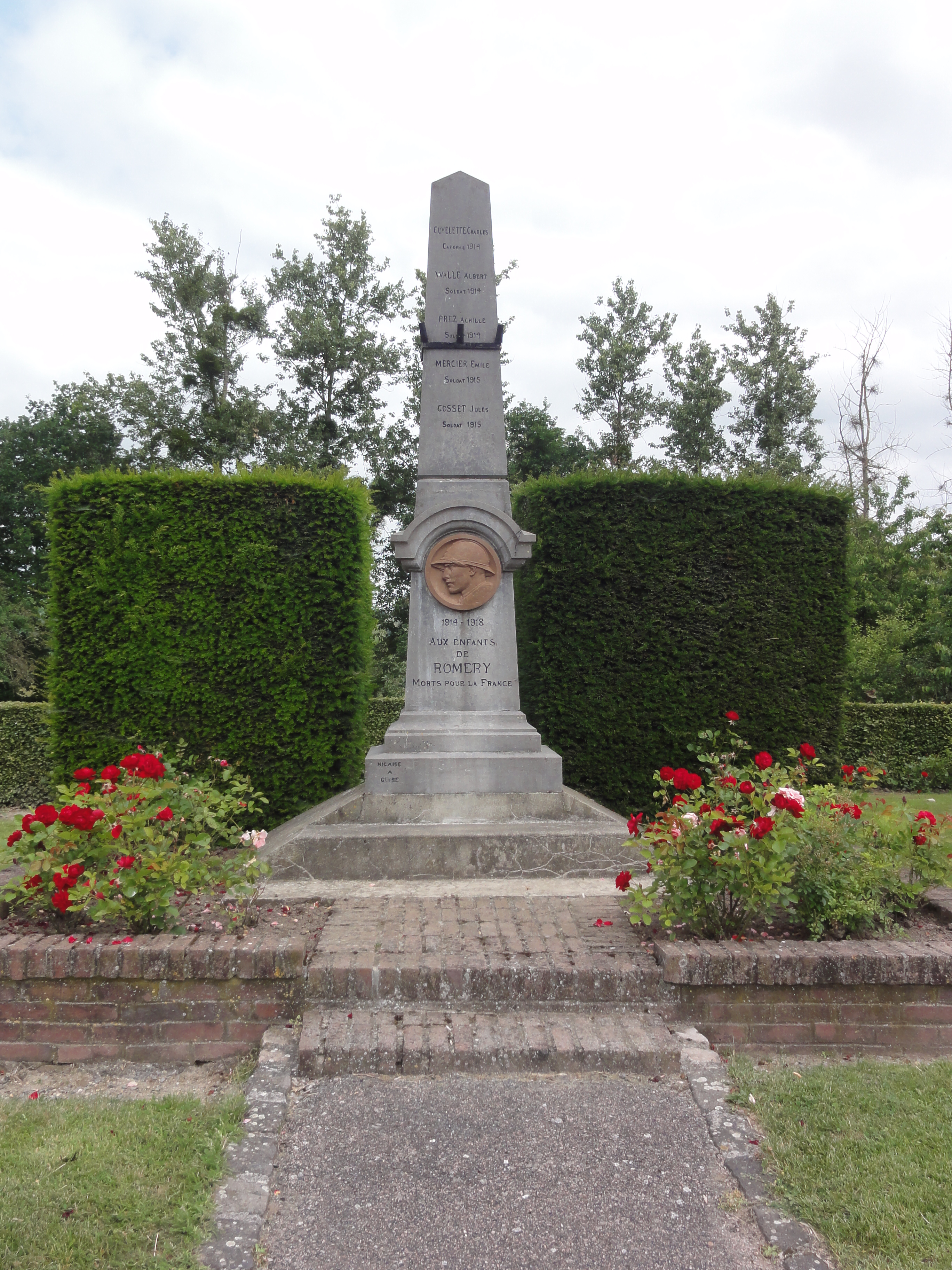
Monument aux morts.
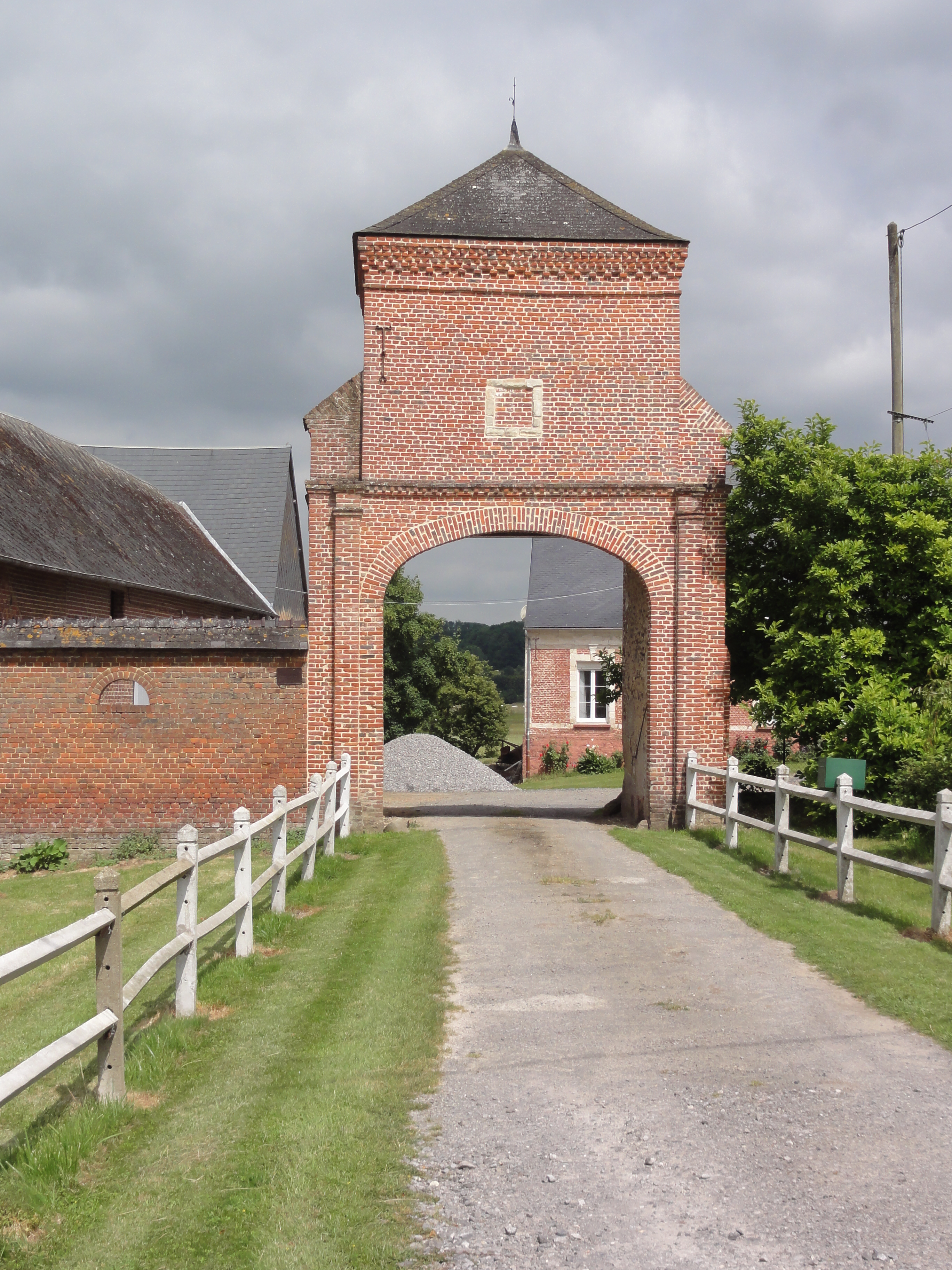
Pigeonnier.
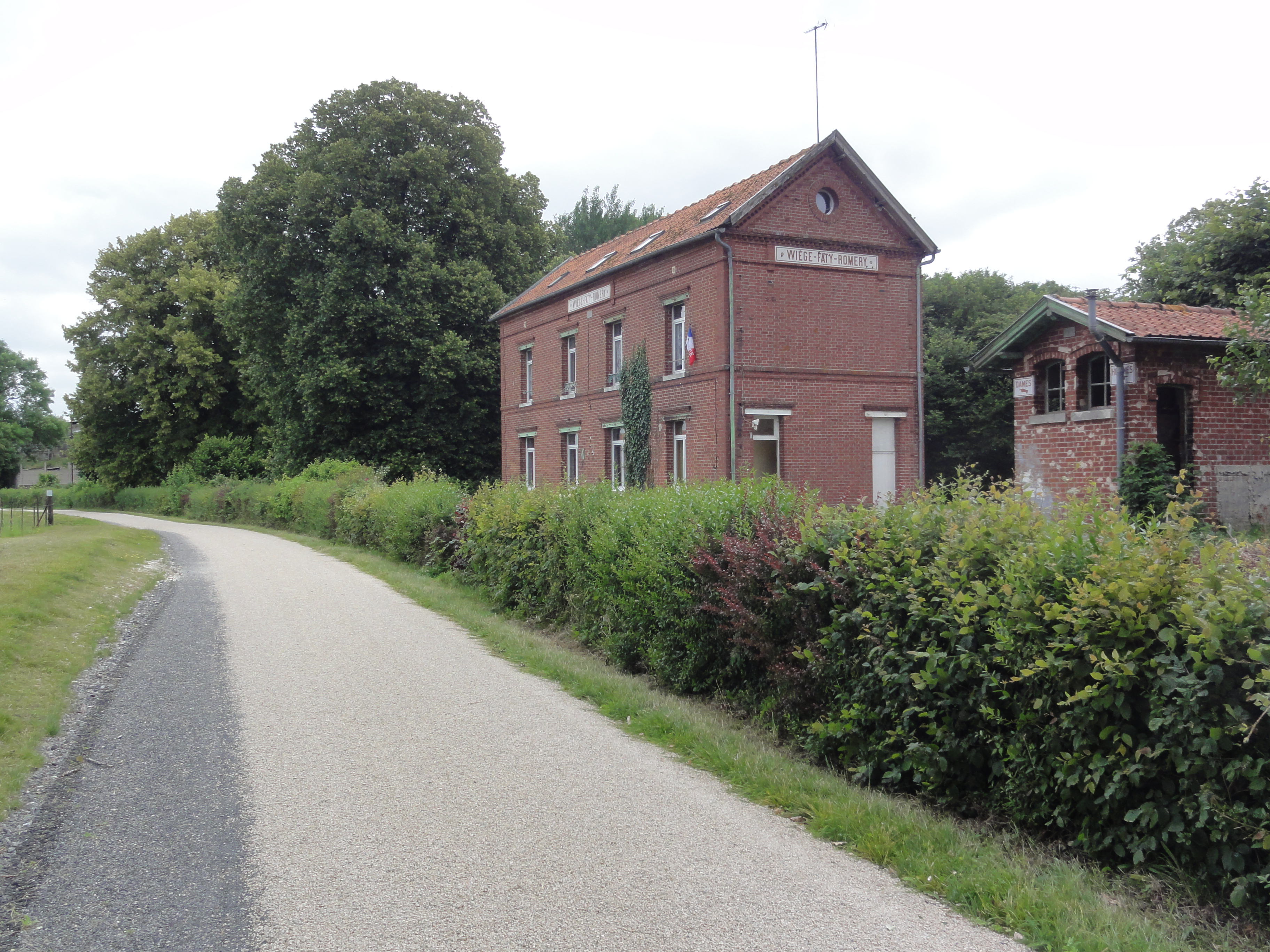
L'ancienne gare de Wiège-Faty - Romery.